# Karrapur
Karrapur è una suddivisione dell'India, classificata come census town, di 9.285 abitanti, situata nel distretto di Sagar, nello stato federato del Madhya Pradesh. In base al numero di abitanti la città rientra nella classe V (da 5.000 a 9.999 persone).

## Geografia fisica
La città è situata a 23° 56' 60 N e 78° 50' 60 E e ha un'altitudine di 496 m s.l.m..

## Società

### Evoluzione demografica
Al censimento del 2001 la popolazione di Karrapur assommava a 9.285 persone, delle quali 4.923 maschi e 4.362 femmine. I bambini di età inferiore o uguale ai sei anni assommavano a 1.646, dei quali 852 maschi e 794 femmine. Infine, coloro che erano in grado di saper almeno leggere e scrivere erano 5.645, dei quali 3.532 maschi e 2.113 femmine.